# Feketemellű kígyászölyv
A feketemellű kígyászölyv (Circaetus pectoralis) a vágómadár-alakúak (Accipitriformes) rendjébe, ezen belül a vágómadárfélék családjába és a kígyászölyvformák (Circaetinae) alcsaládjába tartozó faj.

## Rendszerezése
A fajt Andrew Smith skót zoológus írta le 1829-ben, a Circoeetus nembe Circoeetus pectoralis néven.

## Előfordulása
Afrikában, Angola, Botswana, Burundi, Csád, a Dél-afrikai Köztársaság, a Közép-afrikai Köztársaság, a Kongói Köztársaság, a Kongói Demokratikus Köztársaság, Etiópia, Kenya, Lesotho, Malawi, Mozambik, Namíbia, Ruanda, Szomália, Szudán, Szváziföld, Tanzánia, Uganda, Zambia és Zimbabwe területén honos.
Természetes élőhelyei a szubtrópusi és trópusi sivatagok, gyepek, szavannák és cserjések. Nomád faj.

## Megjelenése
Testhossza 71 centiméter, szárnyfesztávolsága 160-185 centiméter, testtömege 1178-2260 gramm.
|  |  |

## Természetvédelmi helyzete
Az elterjedési területe rendkívül nagy, egyedszáma pedig ismeretlen. A Természetvédelmi Világszövetség Vörös listáján nem fenyegetett fajként szerepel.